# Marmalade Boy
Marmalade Boy (ママレード・ボーイ Mamarēdo Bōi) é um mangá criado por Wataru Yoshizumi publicado mensalmente na Ribon pela editora Shueisha, de maio de 1992 até outubro de 1995. O mangá foi adaptado pela Toei Animation em 76 episódios de anime. Também existe um curto filme, do tamanho de um episódio, lançado em 1995. Marmalade Boy também teve um live-action de 30 episódios, produzido em Taiwan. Em Portugal o anime foi emitido no canal SIC. No Japão no dia 27 de abril de 2018, foi produzido um filme em live-action.

## A história
A história conta o dia-a-dia de Miki Koishikawa, uma menina muito enérgica e simpática cuja vida vira de cabeça para baixo quando seus pais anunciam seu divórcio, com um sorriso, e dizendo que pretendem trocar de casais e casar-se novamente, com os Matsuura, um casal que conheceram no Havaí. Para completar, os Matsuura possuem um filho da mesma idade de Miki, Yuu, que é muito bonito e popular. E assim os seis irão morar na mesma casa, para desespero de Miki. Ginta, um amigo de Miki, e antigo amor, sente-se muito enciumado com a chegada de Yuu, e acaba se tornando um triângulo amoroso. Miki fica muito confusa, e sempre desabafa com sua melhor amiga, Meiko, que é bastante madura. Muitos outros personagens importantes irão aparecer no decorrer da história, que é cheia de triângulos amorosos, mas todos acabam se tornando grandes amigos. É uma história sobre romance, confusões adolescentes e problemas familiares.

## Produção
Durante o processo inicial da história, Wataru Yoshizumi tinha planejado que seus 4 personagens principais (Miki, Yuu, Ginta e Meiko) teriam gêneros opostos e personalidades diferentes, Miki iria ser um menino e Yuu seria uma menina atraente mas com personalidade diabólica e imprevisível. Mas os editores da Ribbon queriam que o personagem principal fosse uma menina para que a história fosse incluindo no Dia das Mães, colocando as imagens dos personagens nos imãs. Outro motivo da mudança foi uma sugestão da editora, que achou o personagem masculino muito afeminado, ao perceber estas mudanças Wataru decidiu mudar o gênero da Miki assim como os dos outros personagens.
O título original permaneceu, a única coisa que mudou foi a direção do título ao personagem principal que antes estava direcionado a Miki por sua personalidade animada, ingênua e doce. Após rever o conceito, o título passou a ser direcionado para o Yuu devido a sua personalidade interior amarga, mas as pessoas veriam sua superfície adocicada.
O final da série seria muito diferente da versão final, onde os personagens terminariam com personagens diferentes e deixaria o final em aberto com o objetivo de deixar os leitores pensativos com os destinos destes personagens. No entanto, enquanto escrevia o terceiro capítulo, Wataru tinha incerteza e empatia sobre o final e ficou preocupada em como os leitores reagiriam. Ao consultar seu editor, ele concordou em alterar o final, para um mais alegre.

## Personagens principais/Dubladores
- Miki Koishikawa (Koishikawa Miki): dublada por Mariko Kōda (Japão) e Michelle Ruff (Inglês).

Uma jovem de 16 anos energética e animada, que gosta de aproveitar a vida. Quando descobre que seus pais estavam se divorciando e se casando com um, outro casal ela fica furiosa e é contra esta união, ela tentou faze-los mudar de ideia mas não adiantou e se sente insegura quando esta perto de seu novo meio irmão Yuu que eventualmente acaba se interessando por ele, ao mesmo tempo que fica em conflito quanto aos seus sentimentos pelo seu amigo Ginta, e com outros personagens (meninos ou meninas) que vão aparecendo. Na escola ela é membro do clube de tênnis e sua melhor amiga é Meiko Akizuki, com quem sempre pede conselhos.
- Yuu Matsuura (Matsura Yuu): dublado por Ryōtarō Okiayu (Japão) e Michael Lindsay (Inglês).

O meio irmão de Miki, é um rapaz calmo e tranquilo, mas passa uma aura de mistério para seus amigos e familiares por esconder seus verdadeiros sentimentos. Com a Miki, ele gosta de implicar com ela mais mostra um lado carinhoso e atencioso, e com o tempo acaba se afeiçoando a ela. Antes de conhece-la, namorou sua antiga colega de turma chamada Arimi Suzuki por três meses (por insistência dela) e depois terminou com ela afirmando que só a via como uma amiga. Ele não pertence a nenhum clube mais gosta de passar o tempo indo na biblioteca da escola lendo livros sobre arquitetura.
- Ginta Suou (Suou Ginta): dublado por Junichi Kanemaru (Japão) e Yuri Lowenthal (Inglês).

É o melhor amigo de Miki desde o ensino fundamental, naquela época ele estava a fim dela mas devido ao mau entendido, eles se desentenderam e não se falaram por um tempo. No ensino médio, eles voltam a serem amigos mas com a chegada de Yuu, ele passa a sentir ciumes e apressadamente confessa seus sentimentos para Miki deixando-a muito confusa. No decorre da história, decidi participar do plano da Arimi para separar o casal ao mesmo tempo que tem que lidar com seu primo Rokutanda. Ele tem uma personalidade agressiva, um pouco imatura e competitiva. É membro do clube de tênnis, no manga seus olhos são castanhos escuros enquanto no anime são azuis escuros.
- Meiko Akizuki (Akizuki Meiko): dublada por Wakana Yamazaki (Japão) e Kate Higgins (Inglês)

Melhor amiga de Miki, ela vem de uma família rica porém tóxica o que a deixa muito triste, apesar de tudo ela se mantém tranquila e madura diante da situação. Por um tempo ela namorou em segredo um homem mais velho, mas quando foi descoberto se separaram o que a deixou arrasada. Depois do choque ela faz amizade com Satoshi Miwa que tem sentimentos por ela (mesmo recusando). Meiko é membro do clube de literatura.
- Arimi Suzuki (Suzuki Arimi): dublada por Aya Hisakawa (Japão) e Carrie Savage (Inglês)

Foi antiga colega de escola de Yuu e ex-namorada, ao reencontra-lo novamente percebe que ainda gosta dele, e faz de tudo para ele se apaixonar novamente por ela, tanto que decidi fingir que esta saindo com o Ginta para deixar Miki com ciumes e então se separar de Yuu. Ela é alvo de atração pelo primo de Ginta, Rokutanda que é loucamente apaixonado e não desiste tão facilmente. Arimi tem uma personalidade agressiva, insistente e não tem medo de ter o que quer, no manga seu cabelo é castanho claro enquanto no anime é turquesa.

## Personagens secundários/Dubladores
- Tsutomu Rokutanda (Rokutanda Tsutomu): dublado por Kazunari Tanaka (Japão) e Tom Gibis (Inglês)

Ele é o primo competitivo de Ginta que por coincidência tem a mesma idade que a dele e é colega de turma da Arimi, por quem desde a infância é loucamente apaixonado por ela, mas Arimi sempre o rejeita. Rokutanda se alto proclama o rival de Ginta e Yuu, competindo com eles em qualquer esporte mas com a mesma regra de que se um deles perder, deve raspar a cabeça (e Rokutanda sempre perde). No anime, depois de ser rejeitado mais uma vez, Rokutanda começa a namorar uma menina chamada Yayoi, no manga ele permanece solteiro. No manga seu cabelo é castanho claro com olhos castanho escuro, no anime seu cabelo é lilás e seus olhos são roxos escuros.
- Satoshi Miwa (Miwa Satoshi): dublado por Shinichiro Ohta (Japão) e Skip Stellrecht (Inglês)

Ele é da mesma escola que Miki e seus amigos frequentam, só que esta um ano adiantado e é presidente da turma. Durante a série, ele passa a ter interesse na Meiko e faz de tudo para chamar sua atenção, no entanto por conta de seu humor descarado ela o vê como um irresponsável mulherengo. Satoshi é a primeira pessoa a notar o interesse de Yuu por arquitetura, mas o comportamento inicial com ele faz com que Miki suspeito que Satoshi fosse gay e que estivesse dando em cima do Yuu (deixando-a muito enciumada). Mas não era verdade, mostrando que ambos são só amigos e que ambos tem interesse em arquitetura. No anime tanto o cabelo quanto os olhos são de tons azuis escuros, no manga são de castanho escuro.
- Suzu Sakuma (Sakuma Suzu): dublada por Sakura Tange (Japão) e Karen Strassman (Inglês)

É a prima mais nova do Satoshi e trabalha como modelo em comerciais, ela é charmosa e gosta de coisas que sejam fofas como animais, flores, roupas ou pessoas e registra em uma câmera fotográfica. Depois que vê uma foto do Yuu, ela se encanta com sua aparência e pede para ser incluindo em comercial de cosmético. Depois ela pede para Satoshi chamar Yuu para ser professor particular de inglês, onde passa a se intrometer no relacionamento de Yuu e Miki, acreditando que ela seja muito sem graça para ele e que devia ficar com a Meiko, por conta disso ela sem querer acaba criando um mal entendido entre eles. No anime, ela tem um interesse romântico no Yuu (chegando a beija-lo) e trama para ele se separar da Miki. No manga seu cabelo é loiro claro com olhos castanhos, e no anime seu cabelo é castanho claro com olhos castanho escuro.
- Kei Tsuchiya (Tsuchiya Kei): dublado por Akira Ishida (Japão) e Ogie Banks (Inglês)
- Jin Koishikawa (Koishikawa Jin): dublado por Hideyuki Tanaka (Japão) e Andrew Philpot (Inglês)
- Rumi Matsuura (Matsuura Rumi), (Koishikawa): dublada por Yōko Kawanami (Japão) e Wendee Lee (Inglês)
- Youji Matsuura (Matsuura Youji): dublado por Bin Shimada (Japão) e John DeMita (Inglês)
- Chiyako Koishikawa (Koishikawa Chiyako), (Matsuura): dublada por Hiroko Emori (Japão) e Cindy Robinson (Inglês)
- Shinichi Namura (Namura Shinichi): dublado por Tōru Furuya (Japão) e Skip Stellrecht (Inglês)

## Personagens que aparecem apenas no anime
- Ryouko Momoi: Megumi Urawa (Japão) e Cindy Robinson (inglês)
- Anju Kitahara: Kikuko Inoue (Japão) e Kari Wahlgren (Inglês)
- Yayoi Takase: Mariko Onodera (Japão) e Stephanie Sheh (Inglês)
- Michael Grant: Hikaru Midorikawa (Japão) e Sam Riegel (Inglês)
- Brian Grant: Toshiyuki Morikawa (Japão) e Anthony Robert (Inglês)
- William Bill Matheson: Nobuyuki Hiyama (Japão) e Tony Oliver (Inglês)
- Doris O'Connor: Shiho Niiyama (Japão) e Julie Ann Taylor (Inglês)
- Jinny Golding: Yuka Koyama (Japão) e Tara Platt (Inglês)
- Kyoto-sensei:
- O diretor: Shinji Nakae (Japão) e Kirk Thornton (inglês)
- Takumi Kijima: Ken Yamaguchi (Japão) e Doug Erholtz (inglês)

## Anime
O anime foi produzido pelo estúdio Toei Animation, produzindo 76 episódios e 1 OVA de 26 minutos, que serve de preludio para a série principal. Mostrando a história sob o ponto de vista do Yuu, quando se muda para a nova cidade e acaba conhecendo a Miki a distância. Foi ao ar na TV Ashia em 1994 até 1995, foi dirigido por Akinori Abe com o roteiro de Aya Matsuri, trilha sonora composta por Keiichi Oku e design dos personagens por Yoshihiko Umakoshi. O anime segue fiel a história, porém acrescentou algumas coisas da história como a adição de personagens que não existem no manga, as cores dos cabelos de alguns personagens foram alterados e a viagem de Yuu para os Estados Unidos. O anime foi lançado em um total de dezessete fitas de VHS e depois foi lançado em Laser Disc. Em 2003 o anime foi lançado em três caixas de DVD.

## Lista dos Episódios
- 1- There is Love, He's Handsome: But I Can't Forgive Them (恋がしたい「カッコイイけど許せない!)
- 2- Side Effects of a Kiss: He Doesn't Understand My Feelings (キス後遺症「あいつの気持ちがワカラナイ)
- 3- Two Kisses: Yuu Had a Girlfriend (2つのキス「遊に恋人がいた!?)
- 4- Ginta's Confession: I Won't Let You Have Her (銀太の告白「おまえをあいつに渡さない!)
- 5- Legendary Girlfriend: Making a Wish on a Medallion (恋人の伝説「メダイユに想いをこめて)
- 6- Love Game: I Really Hate Ginta (ラブゲーム「銀太なんか大嫌い!)
- 7- Love in Hokkaido: What's Going on With That Couple (恋の北海道「どうなってるの？あの二人!)
- 8- Fragrance of an Adult: I'm Not Jealous (大人の香り「やきもちなんてやいてない!)
- 9- Part Time Job: The War of Love Depends on Sales (アルバイト「恋の勝負は売り上げ次第!)
- 10- Our First Night: Surprise in the Bathroom (初めての夜「お風呂でドキッ(ハートマーク)
- 11- Birthday: Yuu Is Watching Me! (バースデイ「遊が私を見つめてる…)
- 12- Smash: I Love Both Yuu and Ginta (スマッシュ!「遊と銀太どっちも好き…)
- 13- Love and Friendship: Ginta, Please Date Arimi (恋と友情「銀太、亜梨実さんとつきあって!)
- 14- Qualification of Love: You Don't Deserve Yuu (恋する資格「あなたは遊にふさわしくない!)
- 15- Meiko's Secret: I Want to Know About Your Feelings (茗子の秘密「話してほしかった…)
- 16- A Man's Decision: Na-Chan, Please Don't Quit (男の決断「なっちゃん、辞めないで!)
- 17- Meiko's Separation: I Can't Say Goodbye (茗子の別れ「さよならなんてできない!)
- 18- The Direction of Yuu's Love: Things Aren't Going as Planned (恋のゆくえ「思い通りにならないね)
- 19- Disturbed by the Family Register: Don’t' Say It's Ridiculous (入籍騒動「非常識なんて言わないで!)
- 20- Doubtful Twosome: Yuu and Miwa are a Couple (怪しい二人「遊と三輪さんがカップルゥ?!)
- 21- Trip to Karuizawa: Just as I Thought - Strange (軽井沢旅行「やっぱり……変!)
- 22- Double Date: We Like Each Other, but Don't Understand Each Other (Wデート!「好きなのにわかりあえない)
- 23- Impact of a Confession: Yuu What Are You Talking About (衝撃の告白「遊、何を言ってるの?)
- 24- The Secret of Yuu's Birth: I Can't Leave Yuu Alone (出生の秘密「遊をほっとけないの!)
- 25- Real Kiss: I Love You, Yuu (リアルキス「あたし、遊が好き!)
- 26- New Anxiety: I'm Too Afraid to Be Happy (新たな不安「幸せすぎて…怖い)
- 27- Love Worries: How Long Will This Happiness Last (恋の不安「この幸せはいつまで続くの?)
- 28- Unstable Feelings: I'm Going to Get a Part Time Job (ゆれる心「あたしもバイトするっ!!)
- 29- Obstacle of Love: I Can't Find the Medallion (恋の邪魔者「メダイユがみつからない!)
- 30- Rival : I Love You, Yuu (ライバル「ゆー、大好きよ)
- 31- Suzu and Kei: These Two Make Me Nervous (すずと蛍「不安にさせるこの二人…)
- 32- Love at the School Festival: Yuu and Kei's Concert (恋の学園祭「遊と蛍のコンサート)
- 33- Lost Love: I Love You (恋の迷い道「好きだ!)
- 34- Breakup Premonition: The Halloween Conspiracy (別れの予感「ハロウインパーティーのたくらみ)
- 35- Crossing Each Other's Path: You Mean We Are Going to Break Up (すれちがい「別れようってことなの?)
- 36- I'm Alone: I'll Make You Forget Him (一人ぼっち「俺が忘れさせてやる!!)
- 37- Tearful Reunion: I Thought It was Over Between Us (悲しい再会「吹っきれたと思ってたのに…)
- 38- Anju's Feelings: I Want to Be Next in Line to Miki (杏樹の想い「光希さんの次でいいの!)
- 39- A Bitter Love: I've Loved Yuu for a Long Time (せつない恋「ずっと遊が好きだった…)
- 40- A Holy Night: I'm Alone on Christmas Eve (聖なる夜「イヴなのに一人ぼっち…)
- 41- The Morning of Lovers: Merry Christmas" (恋人達の朝 メリークリスマス)
- 42- New Year's Eve Pattern of Love: It's Going to Be a Wonderful Year (新春恋模様「サイコーの年になりそう)
- 43- Ski Trip: I Won't Let You Two Be Alone (スキー旅行「二人っきりになんかさせない!)
- 44- Our Future: Yuu's Dream, My Dream (二人の将来「遊の夢、私の夢は?)
- 45- Meiko's Turnabout: I'm Going to Hiroshima (ゆれる茗子「私、広島に行く!」)
- 46- To Hiroshima: Let Me Be by Your Side Again (広島へ…「もう一度そばにいさせて!」)
- 47- Couple on the beach: Because I Care About You (海辺の二人「君の幸せを思うから…」)
- 48- The Flavor of Chocolate: Sweet and Bitter Valentine (チョコの味「甘くて苦いバレンタイン!」)
- 49- The Shape of Love: It's Difficult to Be Happy (愛のかたち「幸せになるってムズカシイ」)
- 50- The Foreign Exchange Student Appears: Micheal Is…Strange (留学生登場「マイケルって…変!」)
- 51- Love Triangle: Someone's Messing Thing's Up… (三角関係「ふりまわされて…」)
- 52- Making a Decision Under the Moonlight: Yuu Don't Leave Me Alone! (月夜の決心「遊、離れるなんて…イヤ!」)
- 53- Making a Memory: I Won't Regret It if Anything Happens (思い出作り「何が起こっても後悔しない」)
- 54- New Life: Yuu I Wonder How You're Doing (新生活「遊、今頃どうしてるかな？」)
- 55- Ripples Again: New York Is Too Far Away (波紋・再び「ニューヨークは遠すぎる!」)
- 56- Lost Pathway to Love: My Boyfriend Is Yuu But… (すれちがい「あたしの恋人は遊なのに…」)
- 57- Passing Each Other: I'm So Lonely, I Can't Be Patient Anymore! (恋の迷い道「もう耐えられない!寂(さみ)しいの…」)
- 58- Tone of a Love Confession: I Want You to See Me as a Man (告白の音色「ボクを男として見てほしい!」)
- 59- An Uneasy Weekend: I Want to Hear Yuu's Voice (不安な週末「遊の声が聞きたい!」)
- 60- My Love Is Far Away: Yuu Is in Front of Me (恋人は遠い「遊はあたしの目の前にいる」)
- 61- New York Trap: Yuu, Was I Stupid? (N.Y(ニューヨーク)の罠「遊、あたしが馬鹿だったの?」)
- 62- Goodbye: I Can't Be Your Girlfriend Anymore (さよなら「もう…彼女でいられない」)
- 63- Holding Back the Tears: I Want to Be Alone (涙を抱いて「今は一人でいたい」)
- 64- A Pair's Problems: I Want to Hear Your Voice (二人の問題「おまえの声が聞きたい」)
- 65- Solid Decision : Miki…I'll Take Her (かたい決意「光希は…おれがもらう」)
- 66- New Choice: You Don't Have to Forget Him (新たな選択「あいつを忘れなくてもいい」)
- 67- Friends: I Need Kei! (ともだち「あたしには蛍クンが必要なの!」)
- 68- Indecisive Lovers: Goodbye Ginta (揺れる恋人「サヨナラ…銀太」)
- 69- The Courage to Love: I've Decided (恋の勇気「決心がついた!」)
- 70- I'm Home: What Kind of Face Should I Put on to Meet Him? (ただいま「どんな顔して会えばいいの?」)
- 71- A Night of Stars and the Moon: Although We're Near Each Other…I'm Lonely (星と月の夜「近くにいても…寂しい」)
- 72- Half Brother and Sister: Our Happiness Is Breaking Down (異母兄妹「幸せが…こわれていく」)
- 73- Farewell: I Had to Do It… (別れ「こうするしかなかった…」)
- 74- A Box of Memories: Bye Bye Yuu (想い出の箱「バイバイ、遊」)
- 75- Brother and Sister: We Have to Be Separate (兄と妹!?「別れるしかないんだ!」)
- 76- Departure: Our Love Progresses (たびだち「そして、愛は歩きだす」)

## Live-Action
Em 2002, Marmalade Boy se tornou uma série em live-action produzido em Taiwan com 30 episódios, a série se chamava (橘子醬男孩: Júzǐjiāng Nánhái). Embora seguisse a principal premissa da história, a série deixou o triangulo amoroso mais simplificado e não apresentou tantos personagens como foi no anime.
Em 20 de novembro de 2018, foram iniciada as filmagens do filme e foi lançado no Japão em 27 de abril de 2019. Dentre os atores principais estão Hinako Sakurai (Miki), Ryō Yoshizawa (Yuu), Shosuke Tanihara (Yōji Matsuura), Miho Nakayama (Chiyako Matsuura), Rei Dan (Rumi Koishikawa) e Michitaka Tsutsui (Jin Koishikawa).

## Video Game
Foi lançado um jogo de simulação de amor baseado no anime, desenvolvido pela Bandai Entertainment em 27 de janeiro em 1995 para o console Nintendo Game Boy, e no mesmo ano, em 21 de abril foi lançado para console Super Famicon. Neste jogo, o jogador controla a Miki Koishikawa e escolher 3 possíveis namorados: Yuu Matsuura, Ginta Suou e Kei Tsuchiya. Outros personagens aparecem no jogo, servindo para interagir com a personagem

## Mangá
NovelsAs novels foram escritas por Yumi Kageyama, e ilustradas por Wataru Yoshizumi.
Japão
- Volume 1, ISBN 4-08-611872-6
- Volume 2, ISBN 4-08-611893-9
- Volume 3, ISBN 4-08-614013-6
- Volume 4, ISBN 4-08-614033-0
- Volume 5, ISBN 4-08-614056-X
- Volume 6, ISBN 4-08-614073-X
- Volume 7, ISBN 4-08-614105-1
- Volume 8, ISBN 4-08-614124-8
- Volume 9, ISBN 4-08-614156-6
- Volume 10, ISBN 4-08-614176-0

Art books
- Marmalade Boy: Koi no Style Book, ISBN
- Marmalade Boy: Yoshizumi Wataru Illust-shuu, ISBN 4-08-855091-9

## Continuação
Marmalade Boy ganhou uma continuação em 2013 escrito pela mesma mangaka, chamado de Marmalade Boy Little, onde a história se centra nos irmãos de Miki e Yuu, ao mesmo tempo que mostra a vida dos outros personagens que apareceram na série.

## Músicas
Abertura
笑顔に会いたい (Egao ni Aitai) por Rie Hamada
Encerramentos
素敵な小夜曲[セレナーデ] (Suteki na Serenade) por Miho Fujiwara (Episódios 01-31)
枯れ葉色のクレッシェンド (Kareha Iro no Crescendo) por Yasuhiro Mizushima (Episódios 32-53)
夜明けのエチュード (Yoake no Etude) por Yoko Ichikawa (Episódios 54-76)
Canções de Fundo
(Moment - Momento) por Mariko Kouda
(Saigo no Yakusoku - A Ultima Promessa) por Mariko Kouda
(Yume no Ohanashi - Conto dos Sonhos) por Machigerita feat. Aoki Rapis
(Kyou no Owari Ni - No Fim de Hoje) por Mariko Kouda
(Story - História) por Mariko Kouda
(Kanjite Itai - Eu Quero Sentir...) por Yoko Ichikawa
(Melody - Melodia) por Mariko Kouda